# Cepet
Cepet (francès Cépet) és un municipi occità, del Llenguadoc, situat al departament de l'Alta Garona i a la regió d'Occitània.

## Monuments

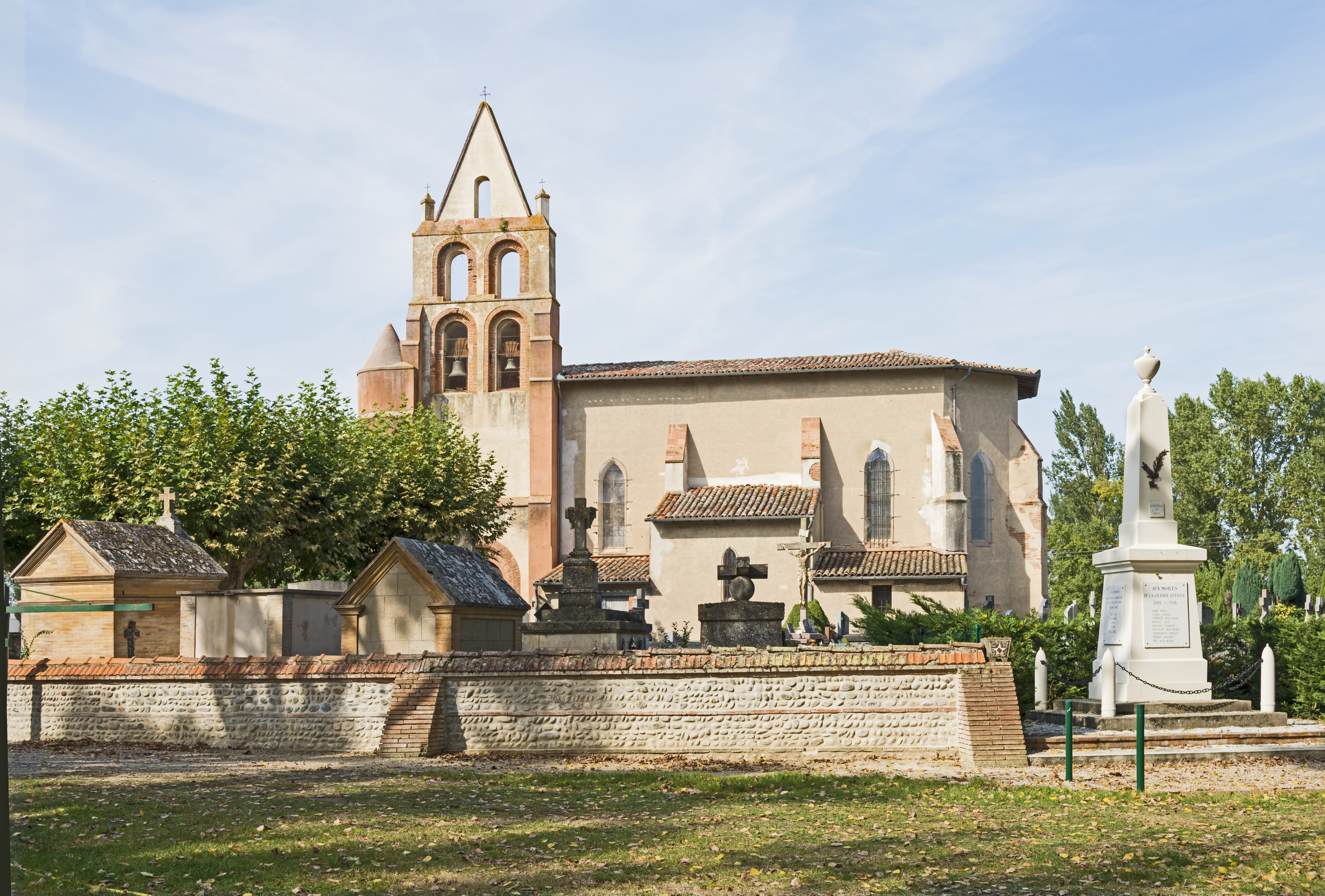